# キャプテン・ファンタスティック
『キャプテン・ファンタスティック』 (Captain Fantastic & the Brown Dirt Cowboy) は、1975年に発表されたエルトン・ジョンのアルバム。
『ローリング・ストーン誌が選ぶオールタイム・ベストアルバム500』において、158位にランクイン。

## 解説
エルトンとバーニーが、デビューするまでの思い出をモチーフにしたコンセプトアルバム。タイトルの「キャプテン」がエルトンを、「カウボーイ」はバーニーを示している。
Billboard 200（ビルボードのアルバムチャート）において、初登場1位になった史上初めてのアルバムでもある。アルバムジャケットは絵本のような豪華さで、彼らの幼少期のものから当時のものまでのツーショット写真がふんだんに使用されている。冒頭に「Dogs In The Kitchen」という歌詞が掲載されているが、実際レコーディングされたものかは不明。
ちなみに、「僕を救ったプリマドンナ」の詞の内容は、当時の友人、ロング・ジョン・ボルドリーの勧めで婚約を破棄した思い出で、邦題とは意味が違ってしまっている。
2006年に続編アルバム『キャプテン・アンド・ザ・キッド』がリリースされた。
リマスター盤CD発売の際、ボーナストラックが追加された。前年に発売されたジョン・レノンとレコーディングしたシングル両面と、「フィラデルフィア・フリーダム」である。後者は友人であるテニス選手、ビリー・ジーン・キングとテニスチーム「フィラデルフィア・フリーダムズ」のために製作したもの。

## 収録曲
特記を除いてすべてバーニー・トーピン作詞、エルトン・ジョン作曲
Side 1
1. キャプテン・ファンタスティックとブラウン・ダート・カウボーイ（エルトン、バーニーの華麗な夢） - Captain Fantastic and the Brown Dirt Cowboy
2. バベルの塔 - Tower of Babel
3. 苦しみの指先 - Bitter Fingers
4. 汽笛が鳴ったらおしえて - Tell Me When the Whistle Blows
5. 僕を救ったプリマドンナ - Someone Saved My Life Tonight

Side 2
1. ミール・チケット - (Gotta Get A)Meal Ticket
2. 僕に迫る自殺の誘惑 - Better Off Dead
3. ライティング（歓びの歌をつくる時） - Writting
4. 幼き恋の日々 - We All Fall in Love Sometimes
5. ベールの中の遠い想い出 - Curtains

### ボーナストラック
1. ルーシー・イン・ザ・スカイ・ウィズ・ダイアモンズ - Lucy in The Sky With Daiamonds (John Lennon, Paul McCartney)
2. ワン・デイ - One Day at a Time (John Lennon)
3. フィラデルフィア・フリーダム - Philadelphia Freedom

## デラックス・エディション
2005年9月13日に、2枚組として発売された。ボーナストラックにB面曲が追加され、同作のツアーライブCDが特典として同梱された。

### 追加ボーナストラック
1. ハウス・オブ・カーズ - House Of Cards

「僕を救ったプリマドンナ」B面曲。

### ボーナスCD
1975年6月21日、ウェンブリー・スタジアムでのライブ。
1. キャプテン・ファンタスティックとブラウン・ダート・カウボーイ（エルトン、バーニーの華麗な夢） - Captain Fantastic and the Brown Dirt Cowboy
2. バベルの塔 - Tower of Babel
3. 苦しみの指先 - Bitter Fingers
4. 汽笛が鳴ったらおしえて - Tell Me When the Whistle Blows
5. 僕を救ったプリマドンナ - Someone Saved My Life Tonight
6. ミール・チケット - (Gotta Get A)Meal Ticket
7. 僕に迫る自殺の誘惑 - Better Off Dead
8. ライティング（歓びの歌をつくる時） - Writting
9. 幼き恋の日々 - We All Fall in Love Sometimes
10. ベールの中の遠い想い出 - Curtains
11. ピンボールの魔術師 - Pinball Wizard
12. 土曜の夜は僕の生きがい - Saturday Night's Alright for Fighting

## アルバム参加ミュージシャン

### オリジナル盤
- エルトン・ジョン - Vocal, Piano, Electric Piano：1,4,5,8曲目, Clavinet:4,6曲目, Arp String Ensemble Synthesizer：5曲目, Harmonies：8曲目, Harpsicord：9,10曲目, Mellotron：9,10曲目
- デイビー・ジョンストン - Electric Guitar：1〜4,6,9,10曲目, Acoustic Guitar：1,5〜10曲目, Leslie Guitar：5曲目, Mandolin：1曲目, Piano：8曲目, Backing Vocal：3,5〜10曲目
- ディー・マレイ - Bass：1曲目, Backing Vocal：3,5〜10曲目
- ナイジェル・オルソン - Drums：1曲目, Backing Vocal：3,5〜10曲目
- レイ・クーパー - Shaker：1,5,8曲目, Conga：1,3,4,9,10曲目, Gong：1曲目, Jawbone：1曲目, Tambourine：1〜6,9,10曲目, Bell：3,9,10曲目, Belltree：3曲目, Cymbal：5曲目, Triangle：7,8曲目, Bongo：8曲目

- デヴィッド・ヘンツェル - A.R.P.Synthesizer：9,10曲目
- ジーン・ペイジ(Gene Page) - Orchestral Arrangement：4曲目

### ライブ盤
- エルトン・ジョン - Vocal, Piano
- レイ・クーパー - Percussion
- デイビー・ジョンストン - Guitars
- Roger Pope - Drums
- Caleb Quaye - Guitars
- Jeff"Skunk"Baxter - Guitar, Steel Guitar
- Kenny Passarelli - Bass
- James Newton Howard - Keyboards
- Donny Gerrard, Brian Russell, Brenda Russell - Background Vocals

## 製作
- ガス・ダッジョン - Producer
- ジェフ・ガーシオ(Jeff Guercio) - Engineer
- バーニー・トーピン - Graphic Concept & Art Direction
- デヴィッド・ラーカム - Graphic Concept & Art Direction & Package Design
- アラン・エルドリッジ(Alan Aldridge)&ハリー・ウィロック(Harry Willock) - Album Cover Design & Illustration